# Maximum Strength
Maximum Strength è il decimo album solista del rapper statunitense KRS-One. Pubblicato il 10 giugno 2008, è distribuito da Koch Records.
Un album con lo stesso titolo fu inizialmente annunciato nel 1998, tuttavia fu continuamente rimandato e infine accantonato definitivamente. Questa versione del 2008 è completamente differente rispetto alla versione prevista nel 1998.

## Recensioni
| Recensione | Giudizio |
| ---------- | -------- |
| AllMusic   | [ 1 ]    |
| RapReviews | [ 2 ]    |
|            | [ 3 ]    |

Jason Lymangrover gli assegna quattro stelle su cinque scrivendo per Allmusic: «dopo diverse uscite poco brillanti, in cui Blastmaster Chris era ossessionato dallo stato dell'hip-hop e passava il tempo a puntare le dita su altri rapper per non averlo supportato, Maximum Strength lo mostra alla sua massima forza e fa quello che sa fare meglio: la predicazione. Questo è l'educatore al suo massimo. Continua a scioccare la politica in Pick It Up, aprendo i libri di storia europei per fornire una base sull'ultima volta in cui una vera democrazia è stata praticata: da Clistene nel 508 aC, prima che Atene venisse conquistata da Alessandro di Macedonia.» Lymangrover prosegue scrivendo che «[...] per un rapper di mezza età in questa fase del gioco, [Maximum Strength] è sorprendentemente rilevante e non solo una delle migliori pubblicazioni dell'hip-hop uscite negli ultimi anni, ma una delle migliori della sua carriera.»

## Tracce
Testi di Lawrence Parker, musiche di Duane Ramos (tracce 1-3, 5, 8-12), Dirt (traccia 4), Oh No (traccia 6).
1. Beware – 3:46
2. Pick It Up – 3:41
3. All My Men – 2:46
4. Straight Through – 3:12
5. Rockin' Til the Morning – 3:10
6. The Kool Herc – 1:06
7. Busy Bee Shout Out – 0:15
8. New York – 3:26
9. Hip Hop – 3:29
10. Nah – 2:31
11. The Heat – 3:37
12. The Heat – 2:08

Durata totale: 33:07

## Classifiche
| Classifica (2008)         | Posizione massima |
| ------------------------- | ----------------- |
| US Top R&B/Hip-Hop Albums | 78                |